# ويليام ديلون
ويليام ديلون (بالإنجليزية: William Dillon)‏ هو كاتب أغاني أمريكي، ولد في 6 نوفمبر 1877، وتوفي في 10 فبراير 1966.

## وصلات خارجية
- ويليام ديلون على موقع IMDb (الإنجليزية)
- ويليام ديلون على موقع ميوزك برينز (الإنجليزية)
- ويليام ديلون على موقع ديسكوغز (الإنجليزية)